# Los amigos
Los Amigos (bra: Rápidos, Brutos e Mortais) é um filme italiano de 1972, do gênero faroeste, dirigido por Paolo Cavara, com roteiro de Lucia Brudi, Harry Essex, Augusto Finocchi, Oscar Saul e do próprio diretor.

## Elenco
| Ator            | Personagem           |
| --------------- | -------------------- |
| Anthony Quinn   | Erastus "Deaf" Smith |
| Franco Nero     | Johnny Ears          |
| Pamela Tiffin   | Susie, a prostituta  |
| Franco Graziosi | Gen. Lucius Morton   |
| Tom Felleghy    | Von Mittler          |
| Renato Romano   | J.M. Hoffman         |

## Sinopse

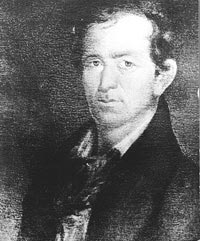
Retrato de Deaf Smith, personagem da Revolução Texana

Em 1836, o Texas se separara do México e se tornara uma república independente e o Presidente Sam Houston articulava para a incorporação aos Estados Unidos. Um grupo de rebeldes armados não aceita e quer levar ao poder o general mexicano Lucius Morton, cometendo vários atentados contra os apoiadores do governo. Huston então manda uma dupla de agentes ex-combatentes, o surdo-mudo "Deaf" Smith e seu companheiro Johnny Ears, para acabar com a rebelião. Os dois se infiltram entre os habitantes para descobrir a identidade dos rebeldes e o esconderijo das armas.